# اللحيانية
اللحيانية أو الخط اللحياني هو أحد الخطوط العربية الذي كان منتشرًا في شمال شبه الجزيرة العربية، وبالتحديد في مملكة لحيان التي اتخذت من الحجر عاصمة لها في في الفترة (900 ق.م - 200 ق.م).

## الخط اللحياني
كانت لغة مملكة لحيان لغة عربية شمالية، وخطهم هو الخط اللحياني المشتق من الخط المسند الجنوبي، وقد كان عدد الحروف الهجائية عندهم 28 حرفًا كما هي اللغة العربية اليوم. اعتمد اللحيانيون في كتابتهم على ثلاث طرق هي:
- طريقة إبراز الحرف: وتتم هذه الطريقة بتفريغ ما حول الحرف وإبرازه، وعادة ما تكون الحروف المكتوبة بهذه الطريقة منسقة في أسطر متوازية أكثر من غيرها، وتوضع خطوط أفقية للفصل بين الأسطر، ووجد عدد منها داخل براويز.
- طريقة الحز: تتم هذه الطريقة بحز الأحرف على الصخرة بأداة حادة حيث تكون الأحرف فيها غائرة.
- طريقة النقر: تتم هذه الطريقة بنقر الأحرف على الصخر، وعادة ما تكون الأحرف فيها سميكة. والنقوش المكتوبة بهذه الطريقة عادة ما تكون مخربشات غير مكتملة وناقصة وتفتقد إلى الأسلوب الجيد في الكتابة.